# 엑스파일
《엑스파일》(The X-Files)은 FBI 요원 폭스 멀더와 데이나 스컬리가 '엑스 파일' (X-File)이라는 초자연적 현상, 괴물, 유령, 과학적으로 설명할 수 없는 미해결 사건 등을 수사하는 부서에서 일하며 겪은 일을 줄거리로 하는 TV 시리즈이다.
크리스 카터가 기획하여 폭스를 통해 1993년 9월 10일부터 2002년 5월 19일까지 방영되었다.
종영 후 14년만인 2016년 1월 24일부터 동년 2월 22일까지 시즌 10이 방영했고 2018년 1월 3일부터 동년 3월 21일까지 시즌 11이 방영되었다.
대한민국에서는 1994년 10월 31일부터 2002년 10월 26일까지 KBS에서 수입하여 방영했다. 1994년부터 1999년까지 월요일 밤 11시에 방송되었고, 2001년부터 2002년까지 금요일 자정(심야) 전후 시간대를 옮겼다. 방영 당시 폭발적인 인기를 끌었고 많은 매니아층을 확보했으나 시청률이 갈수록 떨어졌다. 예고 방송을 통해 속옷 차림의 여자 몸에 벌레가 기어다니는 장면, 권총으로 쏴 죽이는 장면 등을 내보내 방송위원회로부터 '주의' 조치를 받았다.

## 등장 인물
- 데이비드 듀코브니 - 폭스 윌리엄 멀더
- 질리언 앤더슨 - 데이나 캐서린 스컬리
- 로버트 패트릭 - 존 도겟
- 아나베스 기시 - 모니카 레이어스
- 미치 필레지 - 월터.S.스키너
- 윌리엄 B. 데이비스 - 담배 피우는 남자(CGB 스펜더)
- 존 네빌- 잘 차려입은 남자
- 니컬러스 리 - 알렉스 크라이첵
- 로리 홀든 - 마리타 코바루비아스
- 브루스 하우드 - 존 피츠제럴드 바이어스
- 딘 헤그런드 - 링고 랭글리
- 톰 브레이드우드 - 멜빈 프로하이크
- 제리 하딩- 목소리
- 더그 허치슨 - 유진 빅스 툼스
- 스티븐 월리엄스 - Mr.X
- 브라이언 톰슨 - 외계인 처단자
- 실라 라켄 - 마거릿 스컬리
- 크리스 오언 - FBI 근무시절 CGB 스펜더, 프랑켄슈타인, 제프리 프랭크 스팬더 등

## 한국어 더빙 성우
- 이규화 - 폭스 멀더
- 서혜정 - 데이나 스컬리
- 이봉준 - 월터 스키너 부국장
- 김세한 - 존 도겟, 뼈드렁이 드라큘라 경찰(시즌 5) 외 다수
- 강희선 - 모니카 레이어스, 농무부 뱀비(시즌 3 11화) 외 다수
- 오세홍(시즌 2, 4~9)/오인성(시즌 3) - 알렉스 크라이책 외 다수
- 김정호 - 담배피우는 남자(CGB 스펜더) 외 다수

## 방영 목록
- 대부분 에피소드는 개별적인 사건을 다루지만 연속 2편으로 된 연작 에피소드는 대개 엑스파일의 주된 줄거리와 배경 사건을 다루고 있다.

### 시즌 1
| 번호 | FOX 제목             | FOX 방영         | KBS 제목              | KBS 방영         |
| ---- | -------------------- | ---------------- | --------------------- | ---------------- |
| 1X79 | Pilot                | 1993년 9월 10일  | 붉은 점의 비밀        | 1994년 10월 31일 |
| 1X01 | Deep Throat          | 1993년 9월 17일  | 한밤의 U.F.O          | 1994년 11월 7일  |
| 1X02 | Squeeze              | 1993년 9월 24일  | 죽지 않는 그림자      | 1994년 11월 20일 |
| 1X03 | Conduit              | 1993년 10월 1일  | 루비의 귀향           | 1994년 11월 28일 |
| 1X04 | The Jersey Devil     | 1993년 10월 8일  | 식인 원시인의 정체    | 1994년 12월 5일  |
| 1X05 | Shadows              | 1993년 10월 22일 | 보이지 않는 손        | 1994년 12월 12일 |
| 1X06 | Ghost in the Machine | 1993년 10월 29일 | 살인 컴퓨터의 음모    | 1994년 12월 18일 |
| 1X07 | Ice                  | 1993년 11월 5일  | 죽지 않는 유충        | 1994년 12월 26일 |
| 1X08 | Space                | 1993년 11월 12일 | 우주 속의 유령        | 1995년 1월 9일   |
| 1X09 | Fallen Angel         | 1993년 11월 19일 | 살아있는 유성         | 1995년 1월 16일  |
| 1X10 | Eve                  | 1993년 12월 10일 | 복제 인간의 슬픔      | 1995년 1월 23일  |
| 1X11 | Fire                 | 1993년 12월 17일 | 불사조의 노래         | 1995년 1월 30일  |
| 1X12 | Beyond the Sea       | 1994년 1월 7일   | 안개 속의 그림자      | 1995년 2월 6일   |
| 1X13 | GenderBender         | 1994년 1월 21일  | 악마의 춤             | 1995년 2월 13일  |
| 1X14 | Lazarus              | 1994년 2월 4일   | 두 영혼을 가진 사나이 | 1995년 2월 20일  |
| 1X15 | Young at Heart       | 1994년 2월 11일  | 젊어진 살인자         | 1995년 2월 27일  |
| 1X16 | E.B.E.               | 1994년 2월 18일  | UFO의 정체            | 1995년 3월 6일   |
| 1X17 | Miracle Man          | 1994년 3월 18일  | 기적의 사나이         | 1995년 3월 20일  |
| 1X18 | Shapes               | 1994년 4월 1일   | 늑대인간의 변신       | 1995년 3월 27일  |
| 1X19 | Darkness Falls       | 1994년 4월 15일  | 죽음의 캠프           | 1995년 4월 3일   |
| 1X20 | Tooms                | 1994년 4월 22일  | 녹색 인간의 최후      | 1995년 4월 10일  |
| 1X21 | Born Again           | 1994년 4월 29일  | 복수를 위한 환생      | 1995년 4월 17일  |
| 1X22 | Roland               | 1994년 5월 6일   | 의문의 방정식         | 1995년 4월 24일  |

### 시즌 2
| 번호 | FOX 제목              | FOX 방영         | KBS 제목             | KBS 방영         |
| ---- | --------------------- | ---------------- | -------------------- | ---------------- |
| 2X01 | The Erlenmeyer Flask  | 1994년 5월 13일  | 복제인간의 최후      | 1995년 5월 1일   |
| 2X02 | Little Green Men      | 1994년 9월 16일  | 외계인을 찾아서      | 1995년 5월 15일  |
| 2X03 | The Host              | 1994년 9월 23일  | 하수구의 괴물        | 1995년 5월 22일  |
| 2X04 | Blood                 | 1994년 9월 30일  | 잠 못드는 영혼들     | 1995년 5월 29일  |
| 2X05 | Sleepless             | 1994년 10월 7일  | 피의 경고            | 1995년 6월 5일   |
| 2X06 | Duane Barry           | 1994년 10월 14일 | 외계인의 습격(상)    | 1995년 6월 12일  |
| 2X07 | Ascension             | 1994년 10월 21일 | 외계인의 습격(하)    | 1995년 6월 19일  |
| 2X08 | 3                     | 1994년 11월 4일  | 외계인 삼위일체      | 1995년 6월 26일  |
| 2X09 | One Breath            | 1994년 11월 11일 | 돌아온 스컬리        | 1995년 7월 3일   |
| 2X10 | Firewalker            | 1994년 11월 18일 | 화산 속의 생명체     | 1995년 7월 10일  |
| 2X11 | Red Museum            | 1994년 12월 9일  | 외계인 DNA           | 1995년 7월 17일  |
| 2X12 | Excelsius Dei         | 1994년 12월 16일 | 악몽에서 깨어난 저주 | 1995년 7월 24일  |
| 2X13 | Aubrey                | 1995년 1월 6일   | 요양원의 수수께끼    | 1995년 7월 31일  |
| 2X14 | Irresistible          | 1995년 1월 13일  | 공포의 그림자        | 1995년 8월 7일   |
| 2X15 | Die Hand Die Verletzt | 1995년 1월 27일  | 마녀의 제단          | 1995년 8월 14일  |
| 2X16 | Fresh Bones           | 1995년 2월 3일   | 산 자와 죽은 자      | 1995년 8월 21일  |
| 2X17 | Colony                | 1995년 2월 10일  | 복제인간의 정체(상)  | 1995년 8월 28일  |
| 2X18 | End Game              | 1995년 2월 17일  | 복제인간의 정체(하)  | 1995년 9월 4일   |
| 2X19 | Fearful Symmetry      | 1995년 2월 24일  | 동물원의 미스터리    | 1995년 9월 11일  |
| 2X20 | Død Kalm              | 1995년 3월 10일  | 죽음의 평온          | 1995년 9월 18일  |
| 2X21 | Humbug                | 1995년 3월 31일  | 유령의 집            | 1995년 9월 25일  |
| 2X22 | The Calusari          | 1995년 4월 14일  | 쌍둥이의 비밀        | 1995년 10월 9일  |
| 2X23 | Soft Light            | 1995년 5월 5일   | 위험한 그림자        | 1995년 10월 23일 |
| 2X24 | F. Emasculata         | 1995년 4월 28일  | 죽음의 전염병        | 1995년 10월 30일 |
| 2X25 | Anasazi               | 1995년 5월 19일  | 사막의 증언          | 1996년 5월 6일   |

### 시즌 3
| 번호 | FOX 제목                      | FOX 방영         | KBS 제목           | KBS 방영         |
| ---- | ----------------------------- | ---------------- | ------------------ | ---------------- |
| 3X01 | The Blessing Way              | 1995년 9월 22일  | 암흑속의 진실      | 1996년 5월 13일  |
| 3X02 | Paper Clip                    | 1995년 9월 29일  | 밝혀진 음모        | 1996년 5월 13일  |
| 3X03 | Clyde Bruckman's Final Repose | 1995년 10월 13일 | 죽음의 예언        | 1996년 5월 20일  |
| 3X04 | D.P.O.                        | 1995년 10월 6일  | 번개소년           | 1996년 5월 27일  |
| 3X05 | 2Shy                          | 1995년 11월 3일  | 실종된 여인들      | 1996년 6월 10일  |
| 3X06 | The List                      | 1995년 10월 20일 | 영혼의 복수        | 1996년 6월 3일   |
| 3X07 | The Walk                      | 1995년 11월 10일 | 두개의 육신        | 1996년 6월 24일  |
| 3X08 | Oubliette                     | 1995년 11월 17일 | 공포의 지하실      | 1996년 7월 1일   |
| 3X09 | Piper Maru                    | 1996년 2월 9일   | 위험한 거래        | 1996년 7월 8일   |
| 3X10 | Apocrypha                     | 1996년 2월 16일  | 공포의 지하세계    | 1996년 7월 15일  |
| 3X11 | War of the Coprophages        | 1996년 1월 5일   | 외계에서 온 불청객 | 1996년 8월 9일   |
| 3X12 | Syzygy                        | 1996년 1월 26일  | 악마의 손길        | 1996년 8월 19일  |
| 3X13 | Our Town                      | 1995년 11월 17일 | 도깨비 불          | 1996년 8월 26일  |
| 3X14 | Nisei                         | 1995년 11월 24일 | 위험한 추적        | 1996년 9월 2일   |
| 3X15 | 731                           | 1995년 12월 1일  | 은폐 명령          | 1996년 9월 9일   |
| 3X16 | Grotesque                     | 1996년 2월 2일   | 악마의 흉상        | 1996년 9월 16일  |
| 3X17 | Revelations                   | 1996년 2월 16일  | 신들린 사람들      | 1996년 9월 26일  |
| 3X18 | Teso Dos Bichos               | 1996년 3월 8일   | 마법사의 저주      | 1996년 9월 30일  |
| 3X19 | Pusher                        | 1996년 2월 23일  | 꿈을 쫓는 사나이   | 1996년 10월 7일  |
| 3X20 | Jose Chung's From Outer Space | 1996년 4월 12일  | 호세의 소설        | 1996년 10월 14일 |
| 3X21 | Quagmire                      | 1996년 5월 3일   | 호수 괴물의 정체   | 1996년 10월 21일 |
| 3X22 | Avatar                        | 1996년 4월 26일  | 악령의 화신        | 1996년 10월 28일 |
| 3X23 | Hell Money                    | 1996년 3월 29일  | 차이나타운의 비극  | 1996년 11월 4일  |
| 3X24 | Wetwired                      | 1996년 5월 10일  | 악마의 메세지      | 1996년 11월 11일 |
| 3X-- | More Secrets of the X-Files   | 1996년 5월 10일  | 알파와 오메가      | 1997년 9월 8일   |
| 3X25 | Talitha cumi                  | 1996년 5월 17일  | 의문의 사나이      | 1997년 3월 17일  |

### 시즌 4
| 번호 | FOX 제목                           | FOX 방영         | KBS 제목           | KBS 방영        |
| ---- | ---------------------------------- | ---------------- | ------------------ | --------------- |
| 4X01 | Home                               | 1996년 10월 11일 | 베일 속의 복제인간 | 1997년 3월 24일 |
| 4X02 | Unruhe                             | 1996년 10월 27일 | 살인자의 환상      | 1997년 3월 31일 |
| 4X03 | Teliko                             | 1996년 10월 18일 | 아프리카의 혼령    | 1997년 4월 7일  |
| 4X04 | Sanguinarium                       | 1996년 11월 10일 | 존재의 저편        | 1997년 4월 21일 |
| 4X05 | Musings of a Cigarette Smoking Man | 1996년 11월 17일 | 꿈속의 살인자      | 1997년 4월 28일 |
| 4X06 | Tunguska                           | 1996년 11월 24일 | 죽음의 돌          | 1997년 5월 5일  |
| 4X07 | Terma                              | 1996년 12월 1일  | 끝나지 않은 냉전   | 1997년 5월 12일 |
| 4X08 | Paper Hearts                       | 1996년 12월 15일 | 살인문신           | 1997년 5월 19일 |
| 4X09 | El Mundo Gira                      | 1997년 1월 12일  | 무덤속의 살인자    | 1997년 5월 26일 |
| 4X10 | Leonard Betts                      | 1997년 1월 26일  | 베트남전의 망령    | 1997년 6월 2일  |
| 4X11 | The Field Where I Died             | 1996년 11월 3일  | 전생의 인연        | 1997년 6월 9일  |
| 4X12 | Never Again                        | 1997년 2월 2일   | 영원한 이방인      | 1997년 6월 16일 |
| 4X13 | Memento Mori                       | 1997년 2월 9일   | 빼앗긴 시간        | 1997년 6월 23일 |
| 4X14 | Unrequited                         | 1997년 2월 23일  | 갈수 없는 나라     | 1997년 6월 30일 |
| 4X15 | Tempus Fugit                       | 1997년 3월 16일  | 도마뱀인간         | 1997년 7월 7일  |
| 4X16 | Max                                | 1997년 3월 23일  | 꼬리 달린 남자     | 1997년 7월 14일 |
| 4X17 | Synchrony                          | 1997년 4월 13일  | 제로섬의 법칙      | 1997년 7월 21일 |
| 4X18 | Small Potatoes                     | 1997년 4월 20일  | 어미               | 1997년 7월 28일 |
| 4X19 | Zero Sum                           | 1997년 4월 27일  | 미래에서 온 사람들 | 1997년 8월 4일  |
| 4X20 | Elegy                              | 1997년 5월 4일   | 초능력 살인        | 1997년 8월 11일 |
| 4X21 | Demons                             | 1997년 5월 11일  | 혼령의 메세지      | 1997년 8월 18일 |
| 4X22 | Gethsemane                         | 1997년 5월 18일  | 악마의 기억        | 1997년 8월 25일 |
| 4x23 | Kaddish                            | 1997년 2월 16일  | 잃어버린 9분       | 1997년 9월 1일  |

### 시즌 5
| 번호 | FOX 제목                  | FOX 방영         | KBS 제목              | KBS 방영        |
| ---- | ------------------------- | ---------------- | --------------------- | --------------- |
| 5X02 | Redux                     | 1997년 11월 2일  | 새로운 생명체의 출현  | 1999년 1월 4일  |
| 5X03 | Redux II                  | 1997년 11월 9일  | 진실을 찾아서         | 1999년 1월 11일 |
| 5X01 | Unusual Suspects          | 1997년 11월 16일 | 음모 속의 여인        | 1999년 1월 18일 |
| 5X04 | Detour                    | 1997년 11월 23일 | 500년의 전설          | 1999년 1월 25일 |
| 5X06 | The Post-Moder Prometheus | 1997년 11월 30일 | 프랑켄슈타인, 그 이후 | 1999년 2월 1일  |
| 5X05 | Christmas Carol           | 1997년 12월 7일  | 영혼의 메아리(제1부)  | 1999년 2월 8일  |
| 5X07 | Emily                     | 1997년 12월 14일 | 영혼의 메아리(제2부)  | 1999년 2월 15일 |
| 5X08 | Kitsunegari               | 1998년 1월 4일   | 여우사냥              | 1999년 2월 22일 |
| 5X09 | Schizogeny                | 1998년 1월 11일  | 과수원의 그림자       | 1999년 2월 28일 |
| 5X10 | Chinga                    | 1998년 2월 8일   | 뉴잉글랜드의 악몽     | 1999년 3월 7일  |
| 5X11 | Kill Switch               | 1998년 2월 15일  | 인터넷의 미스터리     | 1999년 3월 14일 |
| 5X12 | Bad Blood                 | 1998년 2월 22일  | 살아있는 흡혈귀       | 1999년 3월 21일 |
| 5X13 | Patient X                 | 1998년 3월 1일   | 미지의 환자           | 1999년 3월 28일 |
| 5X14 | The Red And The Black     | 1998년 3월 8일   | 외계인 반란군         | 1999년 4월 4일  |
| 5X15 | Travelers                 | 1998년 3월 29일  | 회색분자              | 1999년 4월 11일 |
| 5X16 | Mind's Eye                | 1998년 4월 19일  | 암흑속의 목격자       | 1999년 4월 18일 |
| 5X17 | All Souls                 | 1998년 4월 26일  | 천국의 빛             | 1999년 4월 25일 |
| 5X18 | The Pine Bluff Variant    | 1998년 5월 3일   | 이중함정              | 1999년 5월 2일  |
| 5X19 | Folie à Deux              | 1998년 5월 10일  | 공포의 그림자         | 1999년 5월 9일  |
| 5X20 | The End                   | 1998년 5월 17일  | 종말의 전주곡         | 1999년 5월 16일 |

### 시즌 6
| 번호   | FOX 제목                       | FOX 방영         | KBS 제목                  | KBS 방영         |
| ------ | ------------------------------ | ---------------- | ------------------------- | ---------------- |
| 6ABX01 | The Beginning                  | 1998년 11월 8일  | 외계인의 탄생             | 1999년 5월 17일  |
| 6ABX02 | Drive                          | 1998년 11월 15일 | 악마의 질주               | 1999년 5월 24일  |
| 6ABX03 | Triangle                       | 1998년 11월 22일 | 버뮤다 삼각지대           | 1999년 5월 31일  |
| 6ABX04 | Dreamland                      | 1998년 11월 29일 | 환상특급                  | 1999년 6월 7일   |
| 6ABX05 | Dreamland II                   | 1998년 12월 6일  | 잊혀진 시간               | 1999년 6월 14일  |
| 6ABX08 | How the Ghosts Stole Christmas | 1998년 12월 13일 | 악마의 아들               | 1999년 6월 21일  |
| 6ABX06 | Terms of Endearment            | 1999년 1월 3일   | 비를 만드는 사나이        | 1999년 6월 28일  |
| 6ABX07 | The Rain King                  | 1999년 1월 10일  | 영혼파티                  | 1999년 7월 5일   |
| 6ABX10 | S.R. 819                       | 1999년 1월 24일  | 삶과 죽음의 교차로        | 1999년 7월 12일  |
| 6ABX09 | Tithonus                       | 1999년 1월 17일  | 최후의 24시간             | 1999년 7월 19일  |
| 6ABX11 | Two Fathers                    | 1999년 2월 7일   | 아마겟돈의 새벽           | 1999년 7월 26일  |
| 6ABX12 | One Son                        | 1999년 2월 14일  | 하늘과 땅의 전쟁          | 1999년 8월 2일   |
| 6ABX14 | Agua Mala                      | 1999년 3월 7일   | 낙원의 괴물               | 1999년 8월 9일   |
| 6ABX15 | Monday                         | 1999년 2월 21일  | 플로리다의 바다괴물       | 1999년 8월 16일  |
| 6ABX13 | Arcadia                        | 1999년 2월 28일  | 악몽의 월요일             | 1999년 8월 23일  |
| 6ABX16 | Alpha                          | 1999년 3월 28일  | 늑대인간의 비밀           | 1999년 8월 30일  |
| 6ABX17 | Trevor                         | 1999년 4월 11일  | 번개인간                  | 1999년 9월 6일   |
| 6ABX18 | Milagro                        | 1999년 4월 18일  | 불타는 심장               | 1999년 9월 13일  |
| 6ABX20 | The Unnatural                  | 1999년 4월 25일  | 인간이 된 외계인          | 1999년 9월 27일  |
| 6ABX19 | Three of a Kind                | 1999년 5월 2일   | 음모속의 여인, 그 후 10년 | 1999년 9월 20일  |
| 6ABX21 | Field Trip                     | 1999년 5월 9일   | 회색지대                  | 1999년 10월 4일  |
| 6ABX22 | Biogenesis                     | 1999년 5월 16일  | 창세기의 비밀             | 1999년 10월 11일 |
| SP9840 | Inside The X-Files             | 1998년 2월 1일   | X-파일 그후의 이야기      | 1999년 10월 18일 |

### 시즌 7
| 번호   | FOX 제목                           | FOX 방영         | KBS 제목                | KBS 방영         |
| ------ | ---------------------------------- | ---------------- | ----------------------- | ---------------- |
| 7ABX03 | The Sixth Exinction                | 1999년 11월 7일  | 6번째 대멸종            | 2001년 6월 30일  |
| 7ABX04 | The Sixth Extinction II: Amor Fati | 1999년 11월 14일 | 6번째 대멸종 2          | 2001년 7월 7일   |
| 7ABX01 | Hungry                             | 1999년 11월 21일 | 패스트푸드 연쇄살인사건 | 2001년 7월 14일  |
| 7ABX05 | Millennium                         | 1999년 11월 28일 | 세기말의 새벽           | 2001년 7월 21일  |
| 7ABX06 | Rush                               | 1999년 12월 5일  | 달려라 멀스             | 2001년 7월 28일  |
| 7ABX02 | The Goldberg Variation             | 1999년 12월 12일 | 행운의 악순환           | 2001년 8월 4일   |
| 7ABX07 | Orison                             | 2000년 1월 9일   | 악마의 손짓             | 2001년 8월 11일  |
| 7ABX08 | The Amazing Maleeni                | 2000년 1월 16일  | 미스터리 마술           | 2001년 8월 18일  |
| 7ABX09 | Signs and Wonders                  | 2000년 1월 23일  | 악마의 시험             | 2001년 8월 25일  |
| 7ABX10 | Sein und Zeit                      | 2000년 2월 6일   | 영혼의 빛(상)           | 2001년 9월 1일   |
| 7ABX11 | Closure                            | 2000년 2월 13일  | 영혼의 빛(하)           | 2001년 9월 8일   |
| 7ABX12 | X-Cops                             | 2000년 2월 20일  | 보름달의 공포           | 2001년 9월 15일  |
| 7ABX13 | First Person Shooter               | 2000년 2월 27일  | 게임오버                | 2001년 9월 22일  |
| 7ABX14 | Theef                              | 2000년 3월 12일  | 흑마술의 저주           | 2001년 9월 29일  |
| 7ABX15 | En Ami                             | 2000년 3월 19일  | 적과 동지               | 2001년 10월 6일  |
| 7ABX16 | Chimera                            | 2000년 4월 2일   | 키메라                  | 2001년 10월 13일 |
| 7ABX17 | all things                         | 2000년 4월 9일   | 과거의 그림자           | 2001년 10월 20일 |
| 7ABX19 | Brand X                            | 2000년 4월 16일  | 숨쉬는 공포             | 2001년 10월 27일 |
| 7ABX18 | Hollywood A.D.                     | 2000년 4월 30일  | 헐리우드에 간 X파일     | 2001년 11월 3일  |
| 7ABX20 | Fight Club                         | 2000년 5월 7일   | 파이트클럽              | 2001년 11월 10일 |
| 7ABX21 | Je Souhaite                        | 2000년 5월 14일  | 세가지소원              | 2001년 11월 17일 |
| 7ABX22 | Requiem                            | 2000년 5월 21일  | 진혼곡                  | 2001년 11월 24일 |

### 시즌 8
| 번호   | FOX 제목              | FOX 방영         | KBS 제목             | KBS 방영         |
| ------ | --------------------- | ---------------- | -------------------- | ---------------- |
| 8ABX01 | Within                | 2000년 11월 5일  | 새로운 추적          | 2001년 12월 1일  |
| 8ABX02 | Without               | 2000년 11월 12일 | 끝없는 추적          | 2001년 12월 8일  |
| 8ABX04 | Patience              | 2000년 11월 19일 | 박쥐인간             | 2001년 12월 15일 |
| 8ABX05 | Roadrunners           | 2000년 11월 26일 | 종말의 신도들        | 2001년 12월 22일 |
| 8ABX06 | Invocation            | 2000년 12월 3일  | 무덤가의 자장가      | 2001년 12월 29일 |
| 8ABX03 | Redrum                | 2000년 12월 10일 | 거꾸로 가는 시간     | 2001년 1월 5일   |
| 8ABX07 | Via Negativa          | 2000년 12월 17일 | 암흑의 통로          | 2002년 1월 12일  |
| 8ABX09 | SureKill              | 2001년 1월 7일   | 투명한 벽            | 2002년 1월 19일  |
| 8ABX10 | Salvage               | 2001년 1월 14일  | 죽음에서 돌아온 남자 | 2002년 12월 26일 |
| 8ABX12 | Badlaa                | 2001년 1월 21일  | 그 곳엔 아무도 없다  | 2002년 2월 2일   |
| 8ABX11 | The Gift              | 2001년 2월 4일   | 저주받은 능력        | 2002년 2월 9일   |
| 8ABX13 | Medusa                | 2001년 2월 11일  | 메두사               | 2002년 2월 16일  |
| 8ABX08 | Per Manum             | 2001년 2월 18일  | 외계인 대리모        | 2002년 2월 23일  |
| 8ABX14 | This is not Happening | 2001년 2월 25일  | 불가능한 현실        | 2002년 3월 2일   |
| 8ABX15 | DeadAlive             | 2001년 4월 1일   | 돌아온 멀더          | 2002년 3월 9일   |
| 8ABX18 | Three Words           | 2001년 4월 8일   | 죽음의 함정          | 2002년 3월 16일  |
| 8ABX17 | Empedocles            | 2001년 4월 22일  | 악마의 제물          | 2002년 3월 23일  |
| 8ABX16 | Vienen                | 2001년 4월 29일  | 외계인 바이러스      | 2002년 3월 30일  |
| 8ABX19 | Alone                 | 2001년 5월 6일   | 인간파충류           | 2001년 4월 6일   |
| 8ABX20 | Essence               | 2001년 5월 13일  | 작은 기적            | 2002년 4월 13일  |
| 8ABX21 | Existence             | 2001년 5월 20일  | 내부의 적            | 2002년 4월 20일  |

### 시즌 9
| 번호   | FOX 제목                            | FOX 방영         | KBS 제목                  | KBS 방영         |
| ------ | ----------------------------------- | ---------------- | ------------------------- | ---------------- |
| 9ABX01 | Nothing Important Happened Today    | 2001년 11월 11일 | 혼돈의 시기               | 2002년 4월 27일  |
| 9ABX02 | Nothing Important Happened Today II | 2001년 11월 18일 | 클로라민                  | 2002년 5월 4일   |
| 9ABX03 | Daemonicus                          | 2001년 12월 2일  | 악마의 하수인             | 2002년 5월 11일  |
| 9ABX05 | 4-D                                 | 2001년 12월 9일  | 시간 패러독스             | 2002년 5월 18일  |
| 9ABX06 | Lord of the Flies                   | 2001년 12월 16일 | 파리대왕                  | 2002년 5월 25일  |
| 9ABX08 | Trust No 1                          | 2002년 1월 6일   | 아무도 믿지 마라          | 2002년 6월 29일  |
| 9ABX07 | John Doe                            | 2002년 1월 13일  | 신원미상                  | 2002년 7월 6일   |
| 9ABX04 | Hellbound                           | 2002년 1월 27일  | 지옥특급                  | 2002년 7월 13일  |
| 9ABX10 | Provenance                          | 2002년 3월 3일   | 신의 기원                 | 2002년 7월 20일  |
| 9ABX11 | Providence                          | 2002년 3월 10일  | 신의 섭리                 | 2002년 7월 27일  |
| 9ABX13 | Audrey Pauley                       | 2002년 3월 17일  | 영혼의 집                 | 2002년 8월 3일   |
| 9ABX09 | Underneath                          | 2002년 3월 31일  | 야누스                    | 2002년 8월 10일  |
| 9ABX14 | Improbable                          | 2002년 4월 7일   | 666                       | 2002년 8월 17일  |
| 9ABX12 | Scary Monsters                      | 2002년 4월 14일  | 나는 믿고 싶다            | 2002년 8월 24일  |
| 9ABX15 | Jump the Shark                      | 2002년 4월 21일  | 인간 시한 폭탄            | 2002년 8월 31일  |
| 9ABX17 | William                             | 2002년 4월 28일  | 안녕 윌리엄               | 2002년 9월 7일   |
| 9ABX16 | Release                             | 2002년 5월 5일   | 폴머의 추락               | 2002년 9월 14일  |
| 9ABX18 | Sunshine Days                       | 2002년 5월 12일  | 염력의 천재               | 2002년 9월 28일  |
| 9ABX19 | The Truth(1/2)                      | 2002년 5월 19일  | 최후의 진실이 다가온다-상 | 2002년 10월 19일 |
| 9ABX20 | The Truth(2/2)                      | 2002년 5월 19일  | 최후의 진실이 다가온다-하 | 2002년 10월 26일 |

## 우리말더빙DVD 출시
- KBS 2TV에서 방영한 이후 매니아층으로부터 DVD 제작 요청이 쇄도하자 2003년부터 2007년 (시즌 1 ~ 7)까지 우리말 더빙판이 출시되었으나, 2006년부터 저작권 침해 문제와 폭스코리아 내부 사정으로 인해 시즌 8~9 더빙판은 나오지 않았다.
- 폭스코리아는 이후 대한민국 시장에서 철수했다.

### 영화
- 《엑스파일: 미래와의 전쟁》 (The X-Files: Fight the Future, 1998년)
- 《엑스파일: 나는 믿고 싶다》 (The X-Files: I Want to Believe, 2008년)

- 참고로, 인터넷 풍문에 의하면 엑스파일 세 번째 마지막 극장판이 각본과 포스터 제작, 영화 제목까지 이미 2009~12년도 쯤에 완성되었고, 20세기 폭스사의 촬영 또는 개봉 허가를 기다리고 있다고 최근 7월 중순 코믹 행사 때 크리스 커터와 질리언 앤더슨이 세 번째 극장판을 언급을 했지만 커터의 애매모호한 말로 알 수가 없는 상황이다.
- 코믹스 만화책 시즌이 나왔으니 흐름을 알 수 있다.

## 참고 사항
- 이규화와 서혜정은 엑스파일에서의 8년에 걸친 성우 활동의 공로로 2002년 KBS 라디오 연기대상에서 감사패를 수여 받았다.
- 엑스필 (X-Philes) - 엑스파일 매니아를 지칭하는 용어로 천리안, 하이텔, 나우누리 등을 중심으로 활동하던 엑스필의 팬덤현상은 당시에 이례적인 것이었다.
- 쉬퍼 (SHIPPER) - 멀더와 스컬리의 로맨스를 바라는 팬들을 지칭하는 용어이다.

## 같이 보기
- V (브이)